# Cicouro
Cicouro (mirandesisch: Cicuiro) ist ein Ort und eine ehemalige Gemeinde im Nordosten Portugals. Das Dorf an der Grenze zu Spanien gehört zu den Orten, in der noch die einzige Regionalsprache Portugals gesprochen wird, das Mirandesisch.
Cicouro hat nur noch 87 Einwohner (Stand 2011) und ist wie die ganze Region Alto Trás-os-Montes von Überalterung und Abwanderung betroffen.

## Geschichte
Eine Römerstraße verlief nahe dem heutigen Cicouro.
Der heutige Ort findet sich erstmals im Jahr 1527 in den Erhebungen unter König D. João III. verzeichnet.
1864 wurde Cicouro um die nahe Gemeinde Constantim erweitert, bis Constantim 1936 wieder eigenständig wurde.
Mit der Gebietsreform 2013 wurden beide Gemeinden aufgelöst und zur neuen Gemeinde Constantim e Cicouro zusammengefasst.

## Verwaltung
Cicouro war Sitz einer gleichnamigen Gemeinde (Freguesia) im Kreis (Concelho) von Miranda do Douro im Distrikt Bragança. Die Gemeinde hatte 87 Einwohner und eine Fläche von 14,84 km² (Stand 30. Juni 2011).
Die namensgebende Ortschaft war der einzige Gemeindeort. Zwischen 1864 und 1936 gehörte auch das Gebiet der Gemeinde Constantim zu Cicouro.
Mit der Gebietsreform vom 29. September 2013 wurden die Gemeinden Cicouro und Constantim zur neuen Gemeinde União das Freguesias de Constantim e Cicouro zusammengeschlossen.